# 34874 Tolwani
34874 Tolwani è un asteroide della fascia principale. Scoperto nel 2001, presenta un'orbita caratterizzata da un semiasse maggiore pari a 2,8452820 au e da un'eccentricità di 0,0840710, inclinata di 1,45336° rispetto all'eclittica.